# Thorold
Thorold è una cittadina di 18.244 abitanti ubicata nella zona del Niagara in Ontario, Canada.